# Hardesty (Oklahoma)
Pour les articles homonymes, voir Hardesty.
Hardesty est une ville du comté de Texas, dans l'État d'Oklahoma, aux États-Unis,. En 2010, elle compte une population de 212 habitants.

## Démographie
Lors du recensement de 2010, la ville comptait une population de 212 habitants, tandis qu'en 2019, elle est estimée à 210 habitants.